# Natalia Kanem
Natalia Kanem är en läkare från Panama som sedan 2017 är chef för FN:s befolkningsfond (UNFPA).
Kanem har en läkarexamen från Columbia University i New York och en mastexamen i folkhälsa med specialisering i epidemiologi och preventivmedicin från University of Washington i Seattle. Hon har också en examen i historia och naturvetenskap från Harvard University.
Kanem började arbeta för UNFPA 2014 som landsrepresentant i Tanzania. 2016 utsågs hon till biträdande chef med ansvar för UNFPA:s program.